# Palais de la Cuba
La Cuba Sottana, le château de Cuba, ou plus simplement, la Cuba, est un pavillon de repos, à l’origine à l’intérieur de l’un des Sollazzi Regi (it) des rois normands de Sicile, qui se trouve à Palerme à l’intérieur du quartier homonyme. On l’appelle « sottana » (« jupe ») pour la distinguer de la Cuba Soprana, qui fait maintenant partie de la Villa Napoli du XVIIIe siècle.

## Le style arabo-normand
Les frères Robert et Roger de Hauteville conquièrent l'Émirat de Sicile. Les émirs, porteurs d’une culture avancée, avaient fait de leur capitale Palerme l’une des plus belles villes de la Méditerranée, en l’enrichissant de palais, de jardins et de mosquées. Ils rendirent les commerces florissants, créèrent un appareil d’État très efficace et s’entourèrent de poètes, d’architectes, de philosophes et de mathématiciens. 
Palerme tombe en 1070 aux mains des Normands qui cherchent à absorber autant que peuvent le faire des chrétiens, les coutumes et la connaissance de la civilisation arabe de la Sicile, la dépositaire de la connaissance de la civilisation de la Méditerranée orientale, y compris grecque. Ainsi naquit un beau style architectural, le « style arabo-normand, qui combine des éléments romans de l’Europe du Nord avec des éléments byzantins, et la tradition de construction et d’ornementation inégalée pour des bâtiments dans les pays chauds de la civilisation arabe.
Pour la Cuba, il se traduit notamment par les arcatures aveugles en façade, les muqarnas et décors recticurvilignes.

## Historique
La Cuba, dont le nom dérive de Qubba, « dôme » en arabe, a été construit en 1180 pour le roi Guillaume le bon, au centre d’un grand parc appelé Jannat al-ard (« jardin – ou paradis – sur terre » en arabe) ou Genoardo. Le Genoardo, qui comprenait également la Cuba Soprana et la Cubula, faisait partie des Sollazi Regi, un circuit de splendides palais de la cour normande situés autour de Palerme.
La destination originale de la Cuba était celle d’un pavillon de détente, d’un endroit où le roi et sa cour pourraient passer un moment agréable à la fraîcheur des fontaines et des jardins d’agrumes, de se reposer pendant la journée ou d’assister à des festivals et des cérémonies dans la soirée. Le Cuba Sottana, apparaît aujourd’hui comme une structure de proportion assez maladroite mais elle était entourée à l’origine par un réservoir de près de deux pieds de profondeur. L’ouverture plus grande, sur le front nord, s’y effectuait sur l’eau à une hauteur désormais inaccessible.
Les détails sur le commanditaire et sur la date exacte nous sont connus grâce à l’épigraphe sur le mur du grenier de l’édifice. La partie la plus importante sur le commanditaire qui était perdue, a été retrouvée au XIXe siècle, en creusant au pied de la Cuba, par l’historien de la Sicile arabo-normande Michele Amari. On lit sur la partie de l’épigraphe retrouvée par Amari : « Au nom de Dieu, le Clément, le Miséricordieux, Soyez prudents vous qui vous arrêtez et regardez Vous verrez l’excellent pièce de l’excellent entre les rois de toute la terre le roi chrétien Guillaume II. Il n’y a pas de château qui soit digne de lui… Louange à Dieu éternel. Qu’il le maintienne plein et lui accorde bénéfices pour toute la vie. » Le caractère extraordinaire de cette inscription commençant par la Basmala coranique, montre la tolérance et l’ouverture de la cour normande de Sicile. Cette inscription se référant à un roi chrétien, fondateur de la cathédrale de Monreale et vassal du pape, est rédigée en arabe fatimide à l’aide de caractères coufiques. On sait que de nombreux composants de la cour des Normands en Sicile étaient des Arabes, dont Al Idrissi, le plus célèbre géographe de son temps arabe à la cour chrétienne du roi Roger II de Sicile.
Au cours des siècles suivants, la Cuba a connu diverses utilisations. Le lac fut drainé et des pavillons furent construits sur les rives. Lors de la peste de 1576 à 1621, elle servit d’hôpital, puis elle fut utilisée comme dépôt d’une compagnie de mercenaires détenus par les Bourguignons, avant de devenir propriété d’État en 1921. Les travaux de restauration qui ont débuté dans les années 1980 ont mis en lumière les structures du XIIe siècle.

## Structure

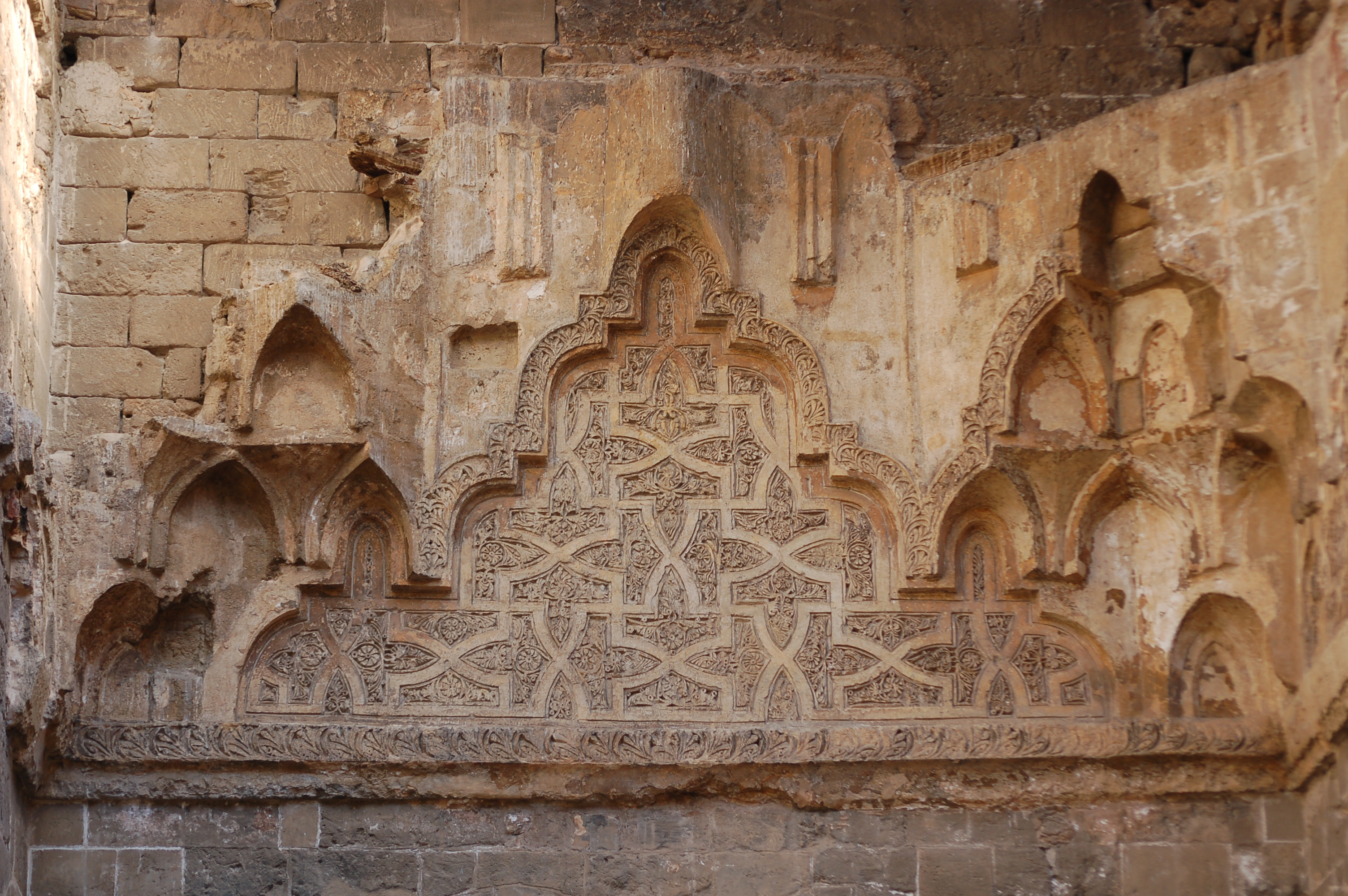
Muquarnas à l’intérieur de la Cuba.

De l’extérieur, le bâtiment se présente sous la forme d’un rectangle de 31,15 m de long sur 16,80 m de large. Au centre de chaque côté saillent quatre corps en forme de tour. Le corps le plus important constituait le seul accès à l’édifice de la partie continentale. Les murs extérieurs sont ornés d’ogives. Au fond, s’ouvrent quelques fenêtres séparées par des pilastres en briques. L’épaisseur des murs et le faible nombre de fenêtres s’expliquent par les exigences climatiques, en offrant une plus grande résistance à la chaleur du soleil. Aussi, la plupart des fenêtres s’ouvrent au nord-est mieux préparé à recevoir les vents marins frais, tempérés et même humidifiés par les eaux de la zone du bassin.
L’intérieur de Cuba se divisait en trois pièces alignées communiquant les uns avec les autres. Au centre de l’environnement intérieur sont les restes d’une fontaine en marbre, élément typique des bâtiments arabes nécessaire pour rafraîchir l’air. Le vestibule central est décoré de mouqarnas, solution architecturale et ornementale semblable à un demi-dôme.

## Littérature
Boccace a situé juste entre les eaux et les arbres qui entouraient la Cuba l’une de ses histoires de son Décameron qui raconte l’histoire d’amour entre Gian di Procida – petit-fils du héros éponyme des grandes Vêpres siciliennes – et Restituta, une belle jeune fille d’Ischia kidnappé par « de jeunes Siciliens » pour l’offrir comme cadeau au roi de Sicile d’alors, Frédéric II d’Aragon.
Lorsque Boccace a écrit son Décaméron au milieu du XIVe siècle, le déclin des parcs royaux qui faisaient la fierté de la ville, passée depuis sous le contrôle des Angevins haïs, avait déjà commencé. L’époque de la Palerme « heureuse » qui, selon Al Idrissi, était alors « une des plus grandes et plus belles villes du monde » avec ses vastes plaines vertes et ses lieux de délices (mustanaza), était terminée. Mais la trace laissée par cette période de gloire était si brillante qu’elle continuait d’impressionner Boccace, même après plusieurs siècles.